# Pheugaron
Pheugaron, im Lateinischen Feugarum (altgriechisch Φεύγαρον), ist ein Ortsname, der in der Geographia des Claudius Ptolemaios als einer der im Innern der Germania magna nördlicher im Westen liegenden Orte (πόλεις) mit 32° 40′ Länge (ptolemäische Längengrade) und 52° 15′ Breite angegeben wird. Pheugaron liegt damit nach Ptolemaios zwischen Toulisourgion und Kandounon. Wegen des Alters der Quelle kann eine Existenz des Ortes um 150 nach Christus angenommen werden.
Bislang konnte der Ort nicht sicher lokalisiert werden. Ein interdisziplinäres Forscherteam um Andreas Kleineberg, das die Angaben von Ptolemaios neu untersuchte, lokalisiert zurzeit anhand der Transformation der antiken Koordinaten Pheugaron beim heutigen Osterode am Harz in Niedersachsen.